# 重叠电话区号
在电信产业中，重叠电话区号是指在已有电话区号的地理区域内分配新电话区号的做法。这导致同一区域内有多个电话号码共存。重叠电话区号在北美电话区号计划（NANP）管辖区域内最为常见。

## 重叠类型
北美电话区号管理局定义了以下重叠类型：
- 分布式重叠（或称全服务重叠）：整个现有区域获得一个涵盖全区的新区号，绝大部分重叠都属于该类型。
- 单点集中式重叠：只在现有区域内高增长地点分配新区号。
- 多点集中式重叠：在限于区域内分配多个新区号，每一个区号覆盖原区域的局部。目前北美电话区号计划管理局尚未在实践中使用过该类型。
- 多区域分布式重叠：现有两个或以上区号共享一个新区号。例如伊利诺伊州芝加哥的872（与312和773重叠）以及艾伯塔的587（与403和780重叠）。
- 跨界延伸重叠：相邻的电话区号（可以是重叠区号也可以是原本的区号）扩展到本区域。例如在佛罗里达州中部321覆盖407，以及在不列颠哥伦比亚778覆盖250，以及洛杉矶即将实行的213和323重叠。
- 服务专用重叠：北美电话区号计划中的首个重叠区号917是唯一的实例。该区号最初是专为纽约市的移动电话和寻呼机设置，但是之后不久联邦通信委员会表态电话区号在将来不可以为某项服务专用，但是他们允许917继续存在。但是目前917已经有限度地用在固定电话上了。